# Trichomanes sociale
Trichomanes sociale là một loài dương xỉ trong họ Hymenophyllaceae. Loài này được Lindm. mô tả khoa học đầu tiên năm 1903.
Danh pháp khoa học của loài này chưa được làm sáng tỏ. 